# Konflikt interesów
Konflikt interesów – w ekonomii –  wzajemne przenikanie się interesów własnych i służbowych. Jest to zjawisko spowodowane współzawodnictwem o ograniczone zasoby dóbr niesubstytucyjnych, których nie da się reglamentować. Związany jest z utrudnieniami dotyczącymi realizacji potrzeb. Najczęściej pojawia się, gdy jedna ze stron zaspokaja swoje potrzeby kosztem drugiej strony.
Konflikt interesów narasta wtedy, kiedy jeden lub kilku interesariuszy pragnie zaspokoić swoje potrzeby kosztem drugiego. Ten typ konfliktu dotyczy m.in. tzw. dóbr rzeczowych (np. pieniędzy, czasu, dóbr) lub spraw proceduralnych (np. sposobu, w jaki powinno przebiegać zebranie) czy potrzeb psychologicznych (np. zaufania, wzajemnego poszanowania, sprawiedliwości). Konflikt interesów może być zidentyfikowany w dużych organizacjach, korporacjach lub partiach politycznych.
Według unijnej dyrektywy konflikt interesów obejmuje co najmniej każdą sytuację, w której członkowie personelu instytucji zamawiającej (…) biorący udział w prowadzeniu postępowania o udzielenie zamówienia lub mogący wpłynąć na wynik tego postępowania mają, bezpośrednio lub pośrednio, interes finansowy, ekonomiczny lub inny interes osobisty, który postrzegać można jako zagrażający ich bezstronności i niezależności w związku z postępowaniem o udzielenie zamówienia.

## Podział
- potencjalny konflikt interesów – występuje jeśli działalność osoby może wpłynąć w przyszłości niewłaściwie na jej bezinteresowność, bądź bezstronność.
- rzeczywisty konflikt interesów – odnosi się do czynności urzędowych wykonywanych w danej chwili, jeśli w trakcie ich wykonywania osoba podejmująca decyzję dostrzeże własne powiązanie z osobą której dotyczą.
- postrzegany/pozorny konflikt interesów  – dotyczy w sytuacji w której występuje podejrzenie kierowania się osobistymi korzyściami w trakcie wykonywania swoich obowiązków, pomimo iż w rzeczywistości tak się nie dzieje. Wszelkie próby sprostowania zaistniałego niedomówienia powodują wówczas jedynie dalszą utratę wiarygodności.

## Sygnały Ostrzegawcze
Sygnał ostrzegawczy jest oznaką możliwego nadużycia finansowego lub korupcji. Jest to element lub zbiór elementów, które mają nietypowy charakter lub odbiegają od zwykłego działania. Jest to sygnał wskazujący na zaistnienie czegoś nietypowego, co wymaga dalszego zbadania. 
Przykładowe sygnały ostrzegawcze:
- Istnieją nieuzasadnione kryteria kwalifikacji lub udzielenia zamówienia, które sprzyjają konkretnemu przedsiębiorstwu lub określonej ofercie[2].
- Osoba odpowiedzialna za sporządzenie projektu dokumentów organizuje procedurę w taki sposób, że nie ma czasu na staranny przegląd dokumentów przed rozpoczęciem postępowania o udzielenie zamówienia[2].
- Nietypowe zachowanie pracownika, który nalega na uzyskanie informacji na temat postępowania o udzielenie zamówienia, chociaż nie jest za nie odpowiedzialny[2].
- Niewiele przedsiębiorstw, które zakupiły dokumentację przetargową, składa oferty, szczególnie jeśli ponad połowa z nich rezygnuje[2].
- Brakuje umowy lub dokumentacja potwierdzająca zakup jest niewystarczająca[2].
- W projektach międzynarodowych występuje długie, niewyjaśnione opóźnienie między ogłoszeniem zwycięskiego oferenta a podpisaniem umowy (może to oznaczać, że wykonawca odmawia zapłaty lub negocjuje w sprawie łapówki)[2].

## Zapobieganie
W wielu przypadkach nie ma przepisów prawa stanowiących o procedurach postępowania w celu uniknięcia zaistnienia konfliktu interesów.
Sposobem na unikanie wystąpienia tego problemu jest kierowanie się następującymi zasadami:
- zasada równego traktowania stron,
- zasada bezstronności – czynności pracownicze powinny być wykonywane bez osobistych preferencji, a zaistniałe sytuacje ocenione jak najobiektywniej,
- zasada bezinteresowności – w trakcie podejmowania decyzji, bądź wykonywania czynności nie należy kierować się interesem własnym (prywatnym), ani oczekiwać korzyści dla siebie, krewnych czy przyjaciół.

Ponadto zalecanym jest:
- unikanie sytuacji, które mogłyby wzbudzić poczucie wdzięczności w stosunku do podmiotów, jeśli istnieje prawdopodobieństwo załatwiania jego spraw w przyszłości,
- pytanie innych osób czy dane działanie może skutkować konfliktem, a w razie dalszych wątpliwości poinformowanie i poradzenie się przełożonego,